# Atentát na Karla von Stürgkha
Atentát na Karla von Stürgkha, ministerského předsedu Předlitavska, provedl 21. října 1916 ve Vídni rakouský sociální demokrat Friedrich Adler. Vzhledem k probíhající první světové válce a pozdějšímu úmrtí císaře Františka Josefa I. však událost zůstala stranou větší odezvy veřejnosti.
Význam atentátu bývá označován jako sporný, je však dáván do souvislosti se znovuobnovením činnosti Říšské rady na počátku roku 1917 a zmírněním některých drakonických opatření, která byla v Předlitavsku během války zavedena.

## Příčina
Důvodem pro atentát byla nespokojenost s premiérem, který nebyl schopen získat parlamentní většinu v tehdejší Říšské radě. Podle tehdejšího článku 14 Ústavy mohl premiér prosadit vládní nařízení i bez pomoci parlamentu (obdobně jako tomu je v případě francouzské ústavy a článku č. 49). Nouzová opatření užíval Stürgkh již před válkou, např. pro vydání tzv. Anenských patentů, na základě nichž byl rozpuštěn Český zemský sněm. Po roce 1914 přestala být svolávána v souvislosti s válkou i Říšská rada ve Vídni a nouzová ustanovení rakouských zákonů tak získala podstatný význam. Byla zpřísněna cenzura a další opatření totalitního rázu, která měla Rakousko-Uhersku umožnit vedení efektivnější války. Stürgkh byl rovněž horlivým podporovatelem vstupu Rakousko-Uherska do války v červenci 1914 proti Srbsku.

## Průběh atentátu
K atentátu došlo v jídelně vídeňského hotelu Meissl & Schadn. Adler do jídelny přišel, poznal velmi snadno premiéra. Ten zrovna jedl k večeři švestkový koláč. Adler následně k Stürgkhovi přistoupil a vystřelil tři rány pistolí. Poté pronesl slova „Pryč s absolutismem, chceme mír!“, vyčkal na příjezd police a nechal se zatknout.
Během soudního procesu sociálně-demokratický politik uvedl, že svého činu nelitoval. V rozsudku byl nakonec na jaře 1917 odsouzen k trestu smrti, později byl ale trest rozhodnutím císaře Karla I. změněn na 18 let odnětí svobody v pracovním táboře. Dne 2. listopadu 1918, během rozpadu monarchie, byl omilostněn.

## Galerie
- Hotelová jídelna, kde k činu došlo: na místě označeném X seděl Stürgkh, na místě XX pak Adler (Světozor, 1916)
- Hotel Meissl & Schadn okolo roku 1900
- Pozdější podoba budovy někdejšího hotelu v roce 2009